# Dicranoloma harrisii
Dicranoloma harrisii là một loài Rêu trong họ Dicranaceae. Loài này được (Müll. Hal.) Watts & Whitel. mô tả khoa học đầu tiên năm 1906.